# المحافظة الجنوبية (سريلانكا)
المقاطعة الجنوبية (بالسنهالية: දකුණු පළාත)‏(بالتاميلية: தென் மாகாணம்)‏ هي إحدى محافظات سريلانكا التسع، عاصمتها غالي. هي سابع أكبر محافظة سريلانكية حسب المساحة ويبلغ عدد سكانها 2.5 مليون نسمة لتكون ثالث أكثر محافظة اكتظاظًا بالسكان.
تحدها محافظتي ساباراغاموا ويوفا من الشمال والمحافظة الشرقية من الشمال الشرقي والمحافظة الغربية من الشمال الغربي ويحدها المحيط الهندي من الجنوب والغرب والشرق. تتكون المقاطعة الجنوبية من ثلاث مقاطعات: جالي وماتارا وهامبانتوتا. يعتمد معظم سكانها على زراعة الكفاف وصيد الأسماك.

## التاريخ
قسم البريطانيون سريلانكا إلى محافظات عام 1833 منهم المحافظة الجنوبية. لم تكن للمحافظات أي سلطة قانونية حتى عام 1987 عندما منحها التعديل الثالث عشر لدستور سريلانكا صلاحيات إدارية عبر مجالس المحافظات.

## التقسيم الإداري
| المنطقة ‏           | العاصمة    | المساحة                 | عدد السكان |
| ------------------ | ---------- | ----------------------- | ---------- |
| مديرية جالي        | غالي       | 1,652 كـم2 (638 ميل2)   | 1,075,000  |
| مديرية هامبانتوتا ‏ | هامبانتوتا | 2,609 كـم2 (1,007 ميل2) | 596,617    |
| مديرية ماتارا ‏     | ماتارا     | 1,283 كـم2 (495 ميل2)   | 831,000    |

### المدن الكبرى
| 1 | غالي         | مديرية جالي        | 86,333 |
| 2 | ماتارا       | مديرية ماتارا ‏     | 74,193 |
| 3 | Hikkaduwa    | مديرية جالي        | 27,075 |
| 4 | هامبانتوتا   | مديرية هامبانتوتا ‏ | 23,236 |
| 5 | فيليغاما ‏    | مديرية ماتارا ‏     | 22,377 |
| 6 | أمبالانغودا ‏ | مديرية جالي        | 19,990 |
| 7 | تانجالي ‏     | مديرية هامبانتوتا ‏ | 8,473  |

## روابط خارجية
- Southern Provincial Council Official website
- Governor's Office - Southern Province Official website
- Chief Secretariat - Southern Province Official website
- Southern Provincial Education Department
- Southern Provincial Post Codes
- Cities in Southern Province